# Karl Warner
Karl DeWitt Warner, född 23 juni 1908 i Woodbury i Connecticut, död 5 september 1995 i Rochester i New York, var en amerikansk friidrottare.
Warner blev olympisk mästare på 4 x 400 meter vid sommarspelen 1932 i Los Angeles.